# 1989 en mathématiques
Cet article présente les faits marquants de l'année 1989 en mathématiques.

## Naissances
- 5 décembre : Alexandre Andreïevitch Logounov, mathématicien russe.

## Décès
- 3 janvier :Sergueï Sobolev (né en 1903), mathématicien et physicien atomique russe.

- 7 janvier : Frank Adams (né en 1930), mathématicien britannique.

- 9 janvier : Marshall Stone (né en 1903), mathématicien américain.

- 17 janvier : Baba Mardoukh Rohanee (né en 1923), mathématicien et écrivain kurde iranien.

- 22 janvier :
  - Sydney Goldstein (né en 1903), mathématicien britannique.
  - Jean Ville(né en 1910), mathématicien français.
- 18 mars : Harold Jeffreys (né en 1891), mathématicien, statisticien, géophysicien et astronome britannique.
- 21 mars : Otto Volk (né en 1892), mathématicien allemand.
- 27 avril : Marcel Golay (né en 1902), mathématicien, physicien et théoricien de l'information suisse.
- 30 avril : Gottfried Köthe (né en 1905), mathématicien autrichien.
- 10 mai : Hassler Whitney (né en 1907), mathématicien américain.
- 12 août : František Wolf (né en 1904), mathématicien tchèque.
- 25 août : Jean-Louis Verdier (né en 1935), mathématicien français.
- 5 septembre : John Barkley Rosser (né en 1907), mathématicien et logicien américain.
- 17 octobre : Mark Krein (né en 1907), mathématicien ukrainien.Charles Pedersen (né en 1904), chimiste organique américain, prix Nobel de chimie en 1987.
- 28 octobre : Louise Hay (née en 1935), mathématicienne américaine.
- 14 décembre : Georges Poitou (né en 1926), mathématicien français.
- 23 décembre : Richard Rado (né en 1906), mathématicien allemand.